# Edward Palmer Thompson
Edward Palmer Thompson (Oxford, 3 de febrer de 1924 - Worcester, 28 d'agost de 1993) fou un historiador anglès, militant socialista i pacifista. És conegut pel seu treball històric sobre els moviments radicals britànics del pas del segle xviii al segle xix, en particular, pel seu llibre sobre The Making of the English Working Class  («La formació de la classe obrera a Anglaterra, 1963). És autor de destacades biografies, com la de William Morris (1955) i, a títol pòstum, la de William Blake (1993). Va ser alhora un prolífic periodista i assagista, i va publicar també una novel·la de ciència-ficció, The Sykaos Papers, i una col·lecció de poesia.
Fou membre del Partit Comunista de la Gran Bretanya (CPGB) i un dels intel·lectuals destacats del partit durant els anys de la postguerra mundial, tot i que el va abandonar el 1956 a causa de l'oposició a la invasió soviètica d'Hongria.
Després va ocupar un paper clau en la configuració de la nova esquerra (New Left) a Gran Bretanya des de 1958. Des d'una posició independent d'esquerra socialista al marge de l'ortodòxia soviètica i partint d'un marxisme britànic de to heterogeni i separat de la resta de tendències europees, va elaborar una anàlisi pròpia que s'inscriu dins el socialisme humanista: subratllava la pluralitat per sobre dels blocs de classes, amb un gir antropocèntric.
Crític irreconciliable amb els governs laboristes dels anys 1964-70 i 1974-79, va ser un dels líders més destacats del moviment pacifista i contra a l'armament nuclear a l'Europa de la dècada del 1980.

## Biografia
Nascut a Oxford al si d'una família de missioners metodistes que havien exercit força temps a l'Índia, on el seu pare congenià amb el nacionalisme hindú. Tant el seu pare com el seu germà foren poetes i la intenció primera de Thompson era dedicar-se a la poesia. Va iniciar la seva formació en literatura per a després passar-se al camp de la història. El seu germà gran, oficial de l'exèrcit, va morir mentre lluitava a la Segona Guerra Mundial juntament amb els partisans comunistes de Bulgària. Thompson va servir a l'exèrcit a Itàlia en el mateix conflicte i posteriorment estudià al Corpus Christi College de la Universitat de Cambridge, on es va afiliar al Partit Comunista de la Gran Bretanya. El 1946 va formar part del grup d'historiadors marxistes britànics, juntament amb Christopher Hill, Eric Hobsbawm, Rodney Hilton, Dona Torr i altres. Aquest grup va posar en marxa la revista Past and Present el 1952. En aquella època era professor a la Universitat de Leeds.

### William Morris
El primer treball important de Thompson va ser la biografia de William Morris (1834-1896), escrita el 1955 quan encara era membre del CPGB. Aquest artista romàntic que va assajar diversos intents revolucionaris contra el victorianisme, fou un personatge cabdal per als esforços del grup d'historiadors comunistes alhora d'emfatitzar que el marxisme tenia arrels tradicionals a la Gran Bretanya, en plena època d'atacs contra el Partit per la cacera de bruixes anticomunista. Hi havia, però, també la intenció de recuperar aquest artista que va acabar a les files del socialisme a la darreria del segle xix davant dels seus crítics.
Encara que el treball polític de Morris està en un primer pla, Thompson també utilitza el seu talent literari per a comentar aspectes artístics de Morris com ara els principis de la seva poesia romàntica, que havien rebut relativament poca consideració.
En el prefaci de la segona edició el 1976 (passats una vintena anys), Thompson assenyala que la primera edició no havia rebut prou atenció, fet que ho associava al seu punt de vista marxista d'aleshores. Tanmateix, en aquesta segona edició en fa una revisió exhaustiva on arriba a suprimir més de cent pàgines (per la presència de judicis moralistes i la influència estalinista) variant una obra que passa a ser la d'un autor novell lluny dels cercles acadèmics habituals a la d'un autor ja consagrat.

### Primers moments de la nova esquerra
Després que Nikita Khrusxov fes el seu «discurs secret» per al 20é Congrés del Partit Comunista de la Unió Soviètica el 1956, on revelava que el lideratge del partit comunista havia estat sempre conscient dels crims de Ióssif Stalin, Thompson (amb John Saville i altres) va iniciar la publicació dissident The Reassoner dins del CPGB. Sis mesos més tard, ell i la majoria dels seus companys deixen el partit en protesta i indignació per la invasió soviètica d'Hongria del mateix any.
Sense abandonar la línia marxista anomenada «socialisme humanista», amb Saville i altres publiquen ara la revista The New Reasoner una alternativa socialista i democràtica a un marxisme que consideren asfixiant i incapaç, tant el del comunisme oficial com el del trotskisme i la socialdemocràcia del Partit Laborista. The New Reassoner és una de les primeres publicacions del que es coneix com a « nova esquerra», un moviment informal de dissidents d'esquerres estretament relacionats amb l'incipient moviment pel desarmament nuclear des de la fi de la dècada dels anys 1950.
The New Reassoner es va fusionar amb Universities & Left Review per a editar la revista New Left Review el 1960, on hi participa Thompson. La direcció de la revista passa posteriorment, però, a Perry Anderson, que des de 1968 amb intel·lectuals com Tariq Ali es farà més propera al trotskisme. Així Thompson passarà a l'edició de la revista Socialist Register. En aquest moment i amb Raymond Williams i Stuart Hall publica el «Manifest del Primer de Maig de 1967», una resposta des de l'esquerra al govern laborista de Harold Wilson.

### La formació de la classe obrera anglesa
Considerada una de les millors obres d'història escrites al segle xx, The Making of English Work Class («La formació de la classe obrera anglesa») fou publicada el 1963 mentre treballava a la Universitat de Leeds. Thompson estudia en aquesta obra a l'oblidada primera classe treballadora al pas del segle xviii al segle segle xix, dins del món cultural i social de l'esquerra política coetània, tractant de recuperar tot l'imaginari de les classes subalternes, amb l’activitat a la base com a força motriu de la història. Com manifestava en el ja famós prefaci: 
| « | I am seeking to rescue the poor stockinger, the Luddite cropper, the 'obsolete' hand-loom weaver, the 'Utopian' artisan, and even the deluded follower of Joanna Southcott, from the enormous condescension of posterity. Their crafts and traditions may have been dying. Their hostility to the new industrialism may have been backward-looking. Their communitarian ideals may have been fantasies. Their insurrectionary conspiracies may have been foolhardy. But they lived through these times of acute social disturbance, and we did not. Their aspirations were valid in terms of their own experience; and, if they were casualties of history, they remain, condemned in their own lives, as casualties. Estic tractant de rescatar al pobre teixidor de mitges, al tundidor ludita, a l'obsolet teixidor de teler manual, a l'artesà utòpic, fins i tot a l'il·lús seguidor de Joana Southcott, de l'enorme prepotència de la posteritat. Els seus oficis artesanals i les seves tradicions potser s'estaven morint. La seva hostilitat cap al nou industrialisme potser era retrògrada. Els seus ideals comunitaris potser eren fantasies. Les seves conspiracions insurreccionals potser eren temeràries. Però ells van viure en aquells temps d'aguts trastorns socials, i nosaltres no. Les seves aspiracions eren vàlides en termes de la seva pròpia experiència; i si van ser víctimes de la història, continuen, condemnats en les seves pròpies vides, essent víctimes. | » |

D'aquesta i d'altres obres és important destacar la caracterització i la forma en què es defineix la classe social. Per a Thompson, la classe no és una estructura, sinó una relació social i humana que canvia amb el temps, el resultat d'una experiència comuna, d'una identitat i dels interessos d'un grup que s'enfronten als d'un altre grup.
Aquesta interpretació va tenir continuïtat i va crear escola: David Montgomery i Herbert Gutman van fer estudis similars sobre la classe treballadora dels Estats Units d'Amèrica (EUA9. Thompson demostrà la capacitat d'un marxisme arrelat en l'experiència real dels treballadors. El llibre The Making va ser escrit al mateix temps que vivia a Halifax i es basava alguna de les seves experiències amb la població local d'aquell lloc.

### Polemista i debat amb l'althusserisme
A principi dels anys 1970 abandonà la Universitat de Warwick en protesta per la mercantilització de la universitat, un fet documentat a Warwick Universitat Limited (1971). Continuà ensenyant i fent conferències com a professor visitant, en particular als EUA, però cada cop més treballava com a escriptor independent, publicant i dirigint articles i assajos, molts d'ells com a contribucions a les revistes New Society, Socialist Register i revistes d'història.
El 1978 va publicar The Poverty of Theory («La miseria de la teoria») un contundent atac al marxisme estructuralista de Louis Althusser i els seus seguidors a la New Left Review. Provocà un viu debat als mitjans intel·lectuals anglesos. Finalment, el 1981 se celebrà una acalorada discussió pública davant centenars d'assistents entre els defensors de l'althusserisme, els membres de l'Escola d'Estudis Culturals de Birminghan, Richard Johnson i Stuart Hall, i el mateix Thompson. A l'obra, Thompson s'enfronta durament amb el que considera un elitisme i idealisme «teològic» d'arrel estalinista, que pretén buidar al marxisme d'historicisme, empirisme i humanisme, però que parteix del desconeixement de quina és la pràctica historiogràfica d'aquells moments, cometent errors com ara confondre treball empíric i empirisme.

### La veu del moviment pacifista
A partir del 1980, Thompson va passar a ser un dels més destacats portaveus del nou moviment per al desarmament nuclear. A la Gran Bretanya, va publicar el pamflet Protest and Survive («Protesta i sobreviu») una paròdia contra el fulletó d'informació governamental sobre la guerra nuclear Protect and Survive («Protegeix-te i sobreviu»). Va exercir un paper important en la Campaign for Nuclear Disarmament (CND). Amb altres intel·lectuals publiquen el 1980 una Appeal for European Nuclear Disarmament («Crida pel desarmament nuclear europeu»), on es demana una Europa lliure d'armes nuclears des de Polònia fins a Portugal, document fundacional de l'European Nuclear Desarmament (END).
Thompson va tenir un paper clau a l'END i a la CND en tota la dècada del 1980, amb molta popularitat com a orador. Va obrir un diàleg entre el moviment pacifista de l'Europa Occidental i els dissidents comunistes de l'Europa Oriental, en particular a Hongria i Txecoslovàquia, per la qual cosa fou acusat fins i tot de ser un peó de l'imperialisme estatunidenc per part de les autoritats soviètiques.
Autor de desenes d'articles durant aquest període, va publicar un llarg assaig d'atac als ideòlegs d'ambdós bàndols de la Guerra Freda, Double Exposure («La doble exposició», 1985) i va editar una col·lecció d'assajos contra Ronald Reagan i la Iniciativa de Defensa Estratègica, popularment anomenada star wars (1985).

### William Blake
El darrer llibre de Thompson sobre William Blake (1993) era el producte d'anys d'investigació i fou publicat poc després de la seva mort; mostra fins a quin punt Blake s'inspira en les idees dissidents religioses arrelades en el pensament dels opositors a la monarquia més radicals durant la Guerra Civil anglesa.

## Obra publicada
Història
Biografia
- William Morris: Romantic to Revolutionary (1955)
- Witness Against the Beast: William Blake and the Moral Law (1993)
- The Romantics: England in a Revolutionary Age (1997)
- Alien Homage: Edward Thompson and Rabindranath Tagore (1993)

Generals
- The Making of the English Working Class (1963)
- Moral Economy of the English Crowd in the Eighteenth Century (1971)
- Whigs and Hunters: The Origin of the Black Act (1975)
- Albion's Fatal Tree: Crime and Society in Eighteenth Century (1975)
- Family and Inheritance: Rural Society in Western Europe, 1200-1800 (1978)
- Customs in Common: Studies in Traditional Popular Culture (1991)

Teoria
- The Poverty of Theory and Other Essays (1978)
- Persons and Polemics: Historical Essays (UK) o Making History: Writings on History and Culture (USA) (1994)

Altres obres
Activisme
- Warwick University Limited (1971)
- Open Letter to Leszek Kolakowski (1974)
- The Poverty of Theory and Other Essays (1978)
- Writing by Candlelight (1980)
- Beyond the Frontier: The politics of a Failed Mission (1994)

Pacifisme
- Protest and Survive (1980)
- Zero Option (1982)
- The Heavy Dancers (1985)
- Double Exposure (1985)
- Star Wars (1985)

Literatura
- The Sykaos Papers, Being an account of the voyages of the Poet Oi Paz to the system of Strim in the Seventeenth Galaxy… (1988)
- The Collected Poems (1999)